# Leuchtturm Pape
Der Leuchtturm Pape (Pappenze) befindet sich bei Pape an der lettischen Ostseeküste in der Gemeinde Rucava (deutsch Rutzau), Bezirk Dienvidkurzeme.
Der Leuchtturm besteht seit 1910 aus einem weißen Eisenzylinder (Durchmesser 1,9 m) mit vernieteten Gitterstützen an der Außenseite und einer roten Laterne.
Seit Oktober 2005 ist der Leuchtturm als „Technisches Kulturdenkmal“ № 8569 eingetragen.
Der Pape-Leuchtturm ist der dem Meer am nächsten gelegene Leuchtturm auf dem lettischen Festland. Derzeit ist er für Besucher geschlossen.

## Geschichte
Ursprünglich war geplant, an dieser Stelle einen hölzernen Leuchtturm zu bauen, doch wurde ein einfacherer und billigerer Entwurf bevorzugt – ein Mast mit einer Petroleumlaterne oben. Der Turm markierte die südlichste Spitze der damals russischen Küste an der Ostsee. Er wurde 1887 vom russischen Militär errichtet. Die Laterne stammte aus Kronstadt vom oberen Nikolaevsky-Leuchtturm (russisch Николаевский маяк). Der Ort hieß damals „Jaunadža stūris“ (etwa Jaunadja-Ecke), und der Leuchtturm selbst hieß „Robežu“ (deutsch Grenze). Er wurde von Seeleuten bedient, die im nahegelegenen Gebäude des im Krimkrieg errichteten Grenzpostens lebten. In den Jahren 1889–1890 wurde gemäß den ursprünglichen Planungen ein neuer Leuchtturm gebaut – eine auf Mauerwerksockeln stehende Holzpyramide mit einer Laterne. Im Jahr 1901 wurde dieser Leuchtturm renoviert und gelb gestrichen, die Laterne grün. Er war bis zum Ende des Ersten Weltkriegs als Grenzfeuer bekannt, der Schiffe zum Hafen von Liepāja (deutsch Libau)an der Grenze zwischen dem Russischen Reich und Preußen führte.
1910 wurde der heutige eiserne Leuchtturm nach dem Standarddesign des darauf spezialisierten schwedischen Leuchtturm-Ingenieurs Nils Gustav von Heidenstam (* 1822; † 1887) errichtet. Das statische Hauptmerkmal des Bauwerks ist seine Anpassungsfähigkeit an sandigen Boden. Es handelt sich um ein Rohr mit einem Durchmesser von 1,9 Metern, das von außen mit Profilstrukturen verstärkt ist und oben eine Galerie und eine Laterne aufweist. Die Gesamthöhe des Leuchtturms betrug 19,2 Meter. Der neue Leuchtturm erhielt eine von einem  Uhrwerk gesteuerte, rotierende Petroleumlaterne.  Trotz des angepassten Designs des Leuchtturms blieb die Ufererosion ein Problem, dem man begegnen musste. 1938 wurde mit Baumstämmen ein Schutzwall errichtet. Der Leuchtturm Pape überstand beide Weltkriege ohne Schaden. Während des Ersten Weltkriegs, als sich die Front dem Leuchtturm näherte, wurde die Beleuchtungsausrüstung abgebaut und nach Russland verbracht. Als die Deutschen das Gebiet übernahmen, installierten sie eine neue Acetylen-Lampe. Diese Laterne arbeitete bis in die 1940er Jahre und wurde dann durch eine elektrische ersetzt. 1971 wurde der Leuchtturm restauriert und seine Gesamthöhe auf 22,3 Meter gebracht. Derzeit ist eine elektrische Glühbirne in einer stationären, konzentrischen Bandlinse in Betrieb. 1993 wurde die Leuchtweite erhöht und die Uferbefestigung mit Betonblöcken verstärkt. In den Jahren 2003–2004 wurde der Leuchtturm einer langen Überholung unterzogen.
Der lettische Komponist Emilis Melngailis übernachtete während seiner Folkloreexpedition einmal in dem Leuchtturm.

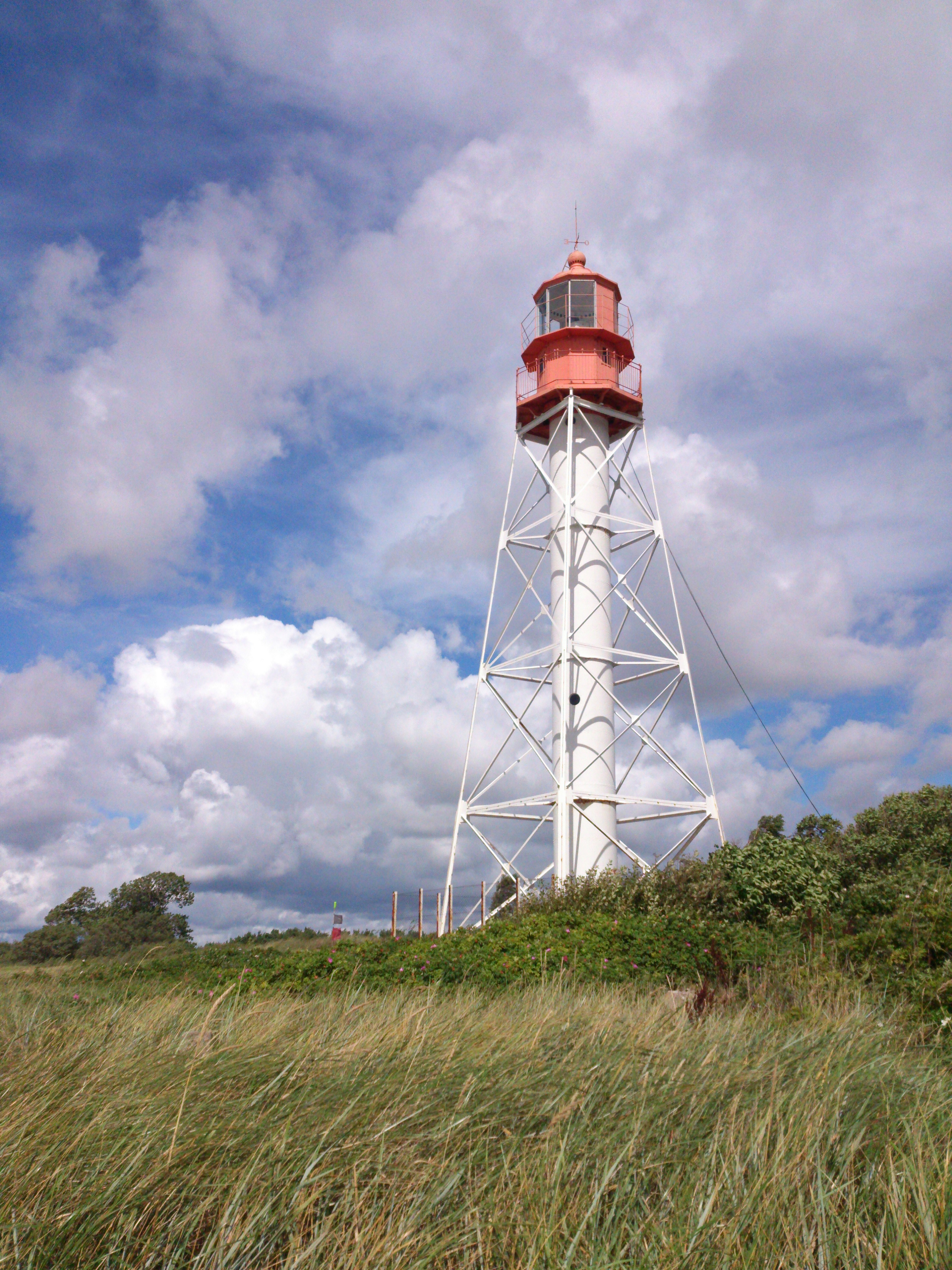
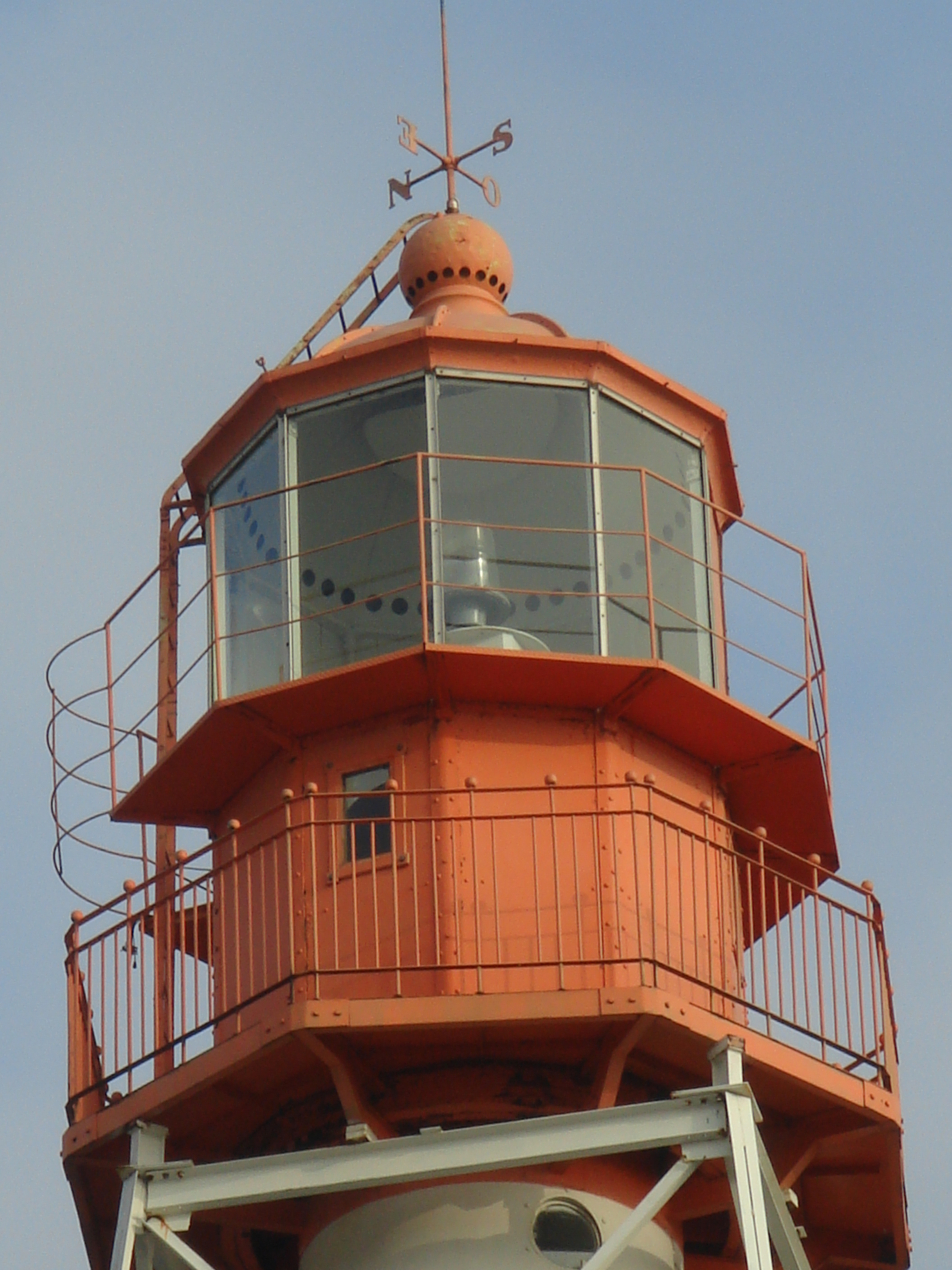